# 1665 w sztukach plastycznych

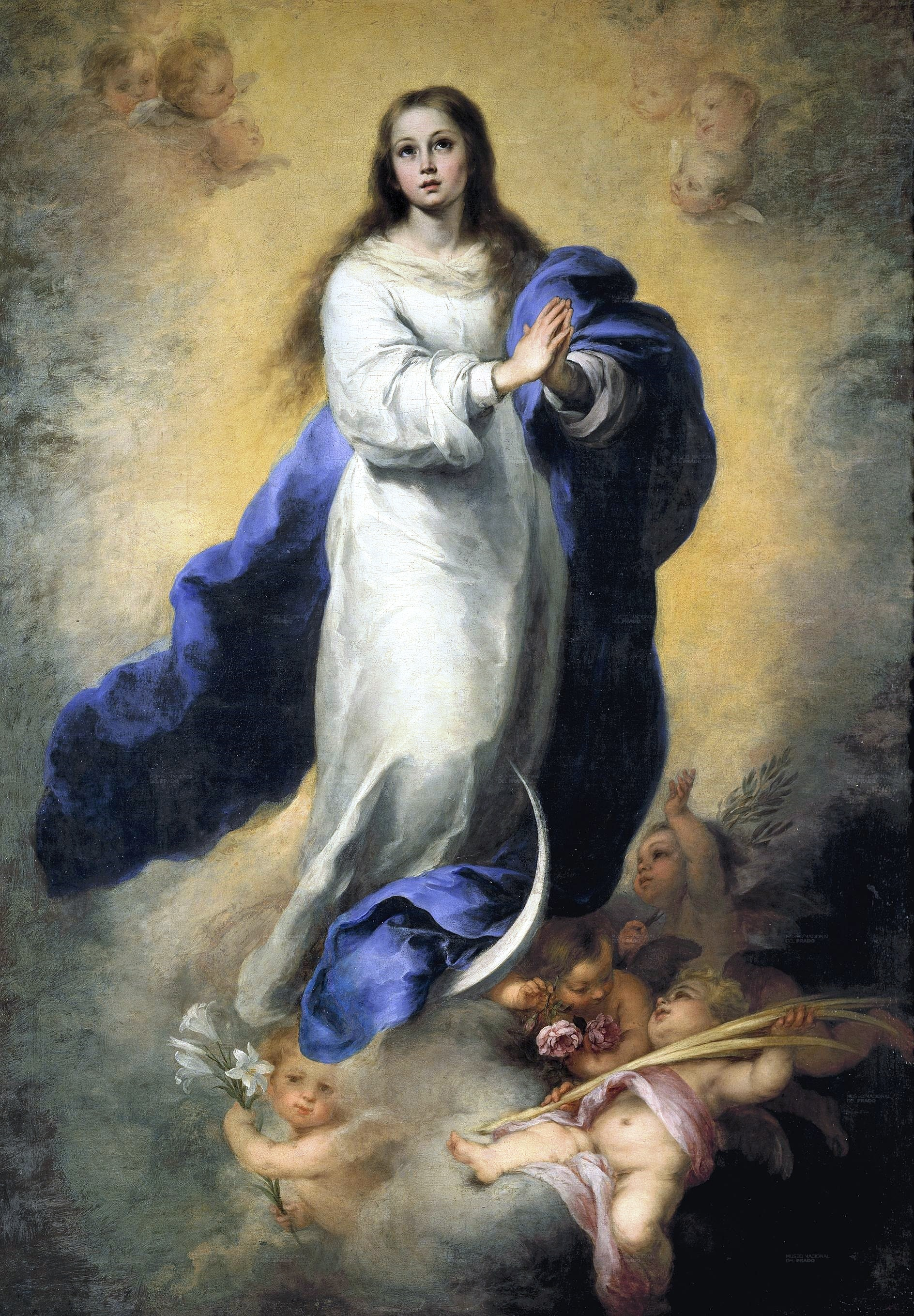
Murillo Maryja Niepokalanie Poczęta

Wydarzenia w sztukach plastycznych i wizualnych w 1665 roku.

## Malarstwo
- Bartolomé Esteban Murillo

Chrystus po ubiczowaniu (po 1665) – olej na płótnie, 113×147 cm
Maryja Niepokalanie Poczęta (ok. 1660–1665) – olej na płótnie, 206×144 cm
Święty Antoni z Padwy z Dzieciątkiem (ok. 1665) – olej na płótnie, 90×120 cm